# Danijel, knez Moskve
Danijel, knez Moskve (1261. – 5 ožujka 1303.) je bio knez Moskve od 1263 godine.
Danijel je bio najmlađi sin Aleksandra Nevskog velikog kneza Vladimira, Novgoroda i Moskve. Po tada već u cijelom ostatku Europe zaostalom običaju njegov otac svoju državu dijeli među svim svojim sinovima. Kao najmlađi Danijel dobiva najmanje važno kneževstvo ono Moskovsko čiji je nominalni vlasnik od 1263 kada mu otac umire.
Prvih osam godina Danijelovom državom upravlja njegov stric Jaroslav III veliki knez Tvera, čijom smrću Moskva dobiva nezavisnost. Od te 1272 godine pa sve do svoje smrti Danijel vodi ratove bez stvarne odluke protiv braće Dimitrija i Andreja III. za upravljanje velikim kneževstvom Vladimira.
Neuspjeh u tim ratovima je potkraj vladavine ipak više nego nadoknađen uspjesima na drugim poljima. Prvo je 1300 godine na prijevaru zarobio Konstantina kneza Rjazana od kojega tada dobiva teritorijalne ustupke, ali ga ipak ne pušta na slobodu. Taj prvobitni uspjeh je ubrzo nadmašen kada Ivan knez Pereslava 1302 godine umire bez djece i testamentarno poklanja cijelo kneževstvo svome rođaku Danijelu od Moskve .
Nedugo potom u noći s 4 na 5 ožujak 1303. godine Danijel umire prirodnom smrću ostavljajući svome sinu Jurju I. rat s Andrejom III. i vojni savez s Tverom.
Kako su tijekom njegove vladavine napravljeni prvi manastiri u Moskvi Danijel biva proglašen svecem ruske pravoslavne crkve 1652 godine.
| Prethodnik:     | knez Moskve | Nasljednik:                  |
| nastanak države | knez Moskve | Juraj I., veliki knez Moskve |